# Оберіг
Обері́г — предмет, якому приписують надприродну здатність відвертати від його власника хвороби, біду, приносити щастя і гаразди, чарівний предмет, що призначений захищати свого власника. Також вважають, що він може принести удачу, запобігти небезпеці, поліпшити стан здоров'я. Через це обереги зажили неабиякої популярності ще з давніх-давен.
Люди пов'язували віру в добро, успіх, щастя з певними символами в оберегах. Обереги завжди мали захищати людей і їх світ від негараздів: нечисті, нещастя, злиднів, захворювань, вроків, смерті худоби, псування харчів тощо. Оберіг призначений для того, щоб створити захисне поле між своїм власником і небезпекою, магічно захистити його, зробити невидимим і невразливим до неї. Або ж відстрашити небезпеку чи наділити те, що він охороняє, захисними властивостями, здатними чинити опір злу.
Нині прикрашати свої будинки оберегами уже не тільки традиція, а й певна модна тенденція.

## Види
Оберегами слугують різні за жанром тексти: заговори (проти градових хмар, при першому вигоні худоби, для захисту посівів від горобців тощо), вироки (поліський вирок «сіль тобі в очі, коцюбу в зуби, горщик між щік», вживаний проти пристріту), канонічні і апокрифічні молитви (наприклад, «Отче наш», «Сон Богородиці» і так далі), пісні (сербські колискові пісні, що захищають дитину від порчі, а також купальські пісні, що оберігають від відьом і русалок), оповідання про «житіє рослин», загадки, короткі ритуальні формули, діалоги, лайка.
Іншою формою оберегів є предмети: ключ і замок (покликані «замкнути» носія небезпеки); фартух, рушник, полотно (ними накривали корову, що розтелилася, щоб захистити її від пристріту); перевернутий горщик, під який поміщали камінчики за кількістю голів худоби, щоб зробити тварин невидимими для вовків.
Надзвичайно поширені (особливо в захисній магії південних слов'ян) гострі, різальні предмети, покликані знешкодити носія небезпеки або його знищити. До їх числа належать: коса, ніж, сокира, вила, голка та ін., чиї магічні властивості посилювалися завдяки залізу, з якого вони виготовлені.
Також знищувати небезпеку могли предмети, пов'язані з вогнем (коцюба, рогач, сковорода, хлібна лопата); колючі, пекучі або їдкі рослини (глід, шипшина, кропива, часник, полин та ін.). Можна було знешкодити носія небезпеки, уподібнивши його покійникові, для цього застосовувалися предмети, пов'язані з похоронами (мірка від труни, одяг покійника, земля з могили).
Однією з основних форм оберега є ритуальні дії:
- захист простору або об'єкту за допомогою створення навколо нього магічного круга (обходи, оборювання, обперізування, окреслювання, наприклад, коцюбою, щоб нечиста сила не підійшла до людини);
- відгін небезпеки, видалення її за межі «свого» простору або переклад її на інший об'єкт (вимітання, відлякування за допомогою ритуального шуму (пострілів з рушниць, дзвону, музичної какофонії));
- знешкодження або символічне знищення носія небезпеки (наприклад, у південних слов'ян колють голкою камінь, щоб виколоти вовкам ока; зашивають поділ сукні, щоб зашити їм роти; замазують глиною кути будинку, щоб замазати хижакам очі і вуха);
- ритуальне очищення об'єкта (обмивання, кроплення, обкурювання освяченими травами).

Ряд захисних дій і обрядів має на меті задобрити носія небезпеки. Статус оберега мають деякі жести, наприклад дуля.
Відгомін язичницьких уявлень наших предків про оберегові властивості  рослин, тварин, предметів домашнього вжитку, народної символіки, вираженої у вишивці і в розпису тощо дійшли й до наших днів. Ще донедавна освячена верба зберігалась майже в кожній українській хаті й широко застосовувалась як лікувальний засіб і оберіг. Особливу силу, як вважалось, мав польовий мак. Якщо ним обсипати обійстя, то жоден упир чи злий дух не зможе зайти в нього, поки не збере і не порахує всі зернятка. Твариною-оберегом була, наприклад, жаба. Сушену жабу носили на шиї як ладанку, іноді нею обкурювали немічних. Весільний вінок, наприклад, був універсальним знаком, який містив у собі значну кількість різноманітних символів - від кохання та шлюбу до оберегів від «поганого ока». Велике значення в народному костюмі надавалося вишивці, яка, крім естетичних функцій, несла ще й оберегові.
Особливе значення в системі оберегів українського народу займає берегиня. Слов'яни-предки вважали, що берегині  живуть біля житла і оберігають його мешканців від злих духів .